# Tamar (England)
Der Tamar (kornisch: Dowr Tamer) ist ein Fluss im Südwesten von England. Er bildet über weite Strecken die Grenze zwischen Devon und Cornwall.

## Verlauf
Der Fluss entspringt etwa 6 km von der nördlichen Küste Cornwalls, in der Nähe von East Youlstone. Ebenfalls im Norden durchfließt der Tamar den Upper Tamar Lake und den Lower Tamar Lake, in der Nähe von Alfardisworthy.
Der Tamar mündet nordwestlich von Plymouth, zusammen mit dem River Tavy in den Hamoaze. Der Hamoaze geht nach wenigen Kilometern zwischen Devil’s Point und Mount Edgcumbe in den Plymouth Sound über.

## Geschichte
Der Tamar gilt als die historische Grenze zwischen dem östlichen angelsächsischen England und dem westlichen keltischen Kernow (Cornwall). Im Jahr 936 eroberte Æthelstan, der König von Wessex und König der Engländer, das Gebiet östlich des Tamar und drängte die indigene keltische Bevölkerung in das westlich des Flusses gelegene Gebiet ab. Westlich des Tamar behauptete sich noch für viele Jahrhunderte die kornische Sprache, bis sie im 18. Jahrhundert ausstarb.

## Bergbau
Am Unterlauf des Tamar wurden beiderseits des Flusses seit dem Ende des 18. Jahrhunderts bis ins späte 19. Jahrhundert vor allem Blei, Silber und Flussspat gefördert. Bedeutende Bergwerke waren die South Tamar Mine, bis die Grubenbaue der tieferen Sohlen am 31. August 1856 einstürzten und das Bergwerk infolgedessen geflutet wurde, und danach vor allem das Bergwerk Tamar Consols bei Weir Quay. Die Relikte der Bergbaustätten am Tamar gehörten zur Bergbaulandschaft von Cornwall und West Devon (englisch: Cornwall and West Devon Mining Landscape), die 2006 als UNESCO-Welterbe ausgezeichnet wurde.

## Landschaftsschutzgebiet
Im Gegensatz zu anderen europäischen Flüssen wurde der Tamar bisher kaum künstlich ausgebaut und konnte sein natürliches Flussbett größtenteils behalten. Aus diesem Grund wurde das Gebiet des unteren Tamar-Tals im Jahr 1995 zu einem Area of Outstanding Natural Beauty erklärt.